# Ала Сингх
Раджа Баба Ала Сингх (в.-пандж. ਮਹਾਰਾਜਾ ਆਲਾ ਸਿੰਘ; 1691 — 22 августа 1765) — первый махараджа и основатель княжества Патиала в Пенджабе (27 марта 1761 — 22 августа 1765).

## Биография
Он родился в 1691 году в Пхуле, в современном районе Бхатинда, Пенджаб, в семье Чоудхари Рам Сингха из сикхского мисаля (клана) Пхулкиан. У его отца было шестеро детей, Данна (1676—1726), Субха (1679—1729), Ала, Бахха (1683—1757), Будха (? — 1714), Лудха (? — 1742). Мисаль Чоудхриат был первоначально пожалован его предку Брахму первым могольским падишахом Бабуром после первой битвы при Панипате в 1526 году.
Ахмад-шах Дуррани напал на город Барнала в отсутствие махараджи Ала Сингха, когда тот был в Мунаке. Он заставил махараджу заплатить четыре лака рупий, из которых было выплачено только пятьдесят тысяч рупий. Ахмад-шах даровал ему титул «раджа» и предоставил ему территорию, включающую 727 деревень. Ала Сингх в возрасте 57 лет, в 1763 году заложил город Патиала. В том же году, возглавляя сикхскую конфедерацию, он завоевал Сирхинд и прилегающие территории вместе с Нану Сингхом Саини.
Ала Сингх скончался 22 августа 1765 года в крепости Патиала, оставив трон своему внуку, махарадже Патиалы Амар Сингху (1748—1781). Три сына Алы Сингха скончались при жизни своего отца, Сардаул Сингх (1715—1753) умер в 1753 году, Бхумиан Сингх (1721—1742) умер в 1742 году, а Лал Сингх (1722—1748) скончался в 1748 году.